# Aglaophamus lyratus
Aglaophamus lyratus är en ringmaskart som beskrevs av Johan Gustaf Hjalmar Kinberg 1866. Aglaophamus lyratus ingår i släktet Aglaophamus och familjen Nephtyidae. Inga underarter finns listade i Catalogue of Life.